# Margarete von Baden
Margarete von Baden (* 1431; † 24. Oktober 1457 in Ansbach) war eine badische Markgräfin.
Sie war die Tochter von Markgraf Jakob I. von Baden und dessen Gemahlin Katharina von Lothringen.
Margarete heiratete 1446 in Heilsbronn den Kurfürsten Albrecht III. von Brandenburg. Aus der kurzen Ehe gingen 3 Söhne und 3 Töchter hervor:
- Ursula (1450–1508)

⚭ 1467 Herzog Heinrich I. von Münsterberg (1448–1498)
- Elisabeth (1451–1524)

⚭ 1467 Herzog Eberhard II. von Württemberg (1447–1504)
- Margarete (1453–1509), Äbtissin von Kloster Hof 1476
- Johann Cicero (1455–1499), Kurfürst von Brandenburg

⚭ 1476 Prinzessin Margarete von Sachsen (1449–1501)
Zwei der drei Söhne erreichten nicht das heiratsfähige Alter. Nach dem Tod der Mutter verlobte sich die Tochter Margarethe mit dem Pfalzgrafen Caspar von Zweibrücken, erkrankte jedoch schwer und entging nur knapp dem Tode. Nach der Genesung der Tochter Margaretha ging diese, mit dem Einverständnis des Vaters, ins Kloster Hof.
| Personendaten    | Personendaten                                                 |
| ---------------- | ------------------------------------------------------------- |
| NAME             | Margarete von Baden                                           |
| KURZBESCHREIBUNG | Markgräfin von Baden, durch Heirat Kurfürstin von Brandenburg |
| GEBURTSDATUM     | 1431                                                          |
| STERBEDATUM      | 24. Oktober 1457                                              |
| STERBEORT        | Ansbach                                                       |